# ليان هينتون
ليان هينتون (بالإنجليزية: Leanne Hinton)‏ هي لغوية أمريكية، ولدت في 28 سبتمبر 1941.